# Di Caprio (singolo)
Di Caprio è un singolo del rapper italiano Fedez, in collaborazione con il rapper italiano Niky Savage, pubblicato il 13 settembre 2024.

## Descrizione
Il brano, scritto dallo stesso rapper con Alessandro La Cava e Nicholas Alfieri, in arte Niky Savage, è prodotto da Blssd e Cripowski.

## Video musicale
Il visual video è stato pubblicato in concomitanza all'uscita del brano attraverso il canale YouTube del rapper.

## Tracce
Testi di Alessandro La Cava, Federico Leonardo Lucia, Nicholas Alfieri, musiche di Federica Abbate, Nicola Lazzarin.
1. Di Caprio – 2:28

## Classifiche
| Classifica (2024) | Posizione massima |
| ----------------- | ----------------- |
| Italia            | 5                 |